# Pantropisk plettet delfin
Pantropisk plettet delfin (Stenella attenuata) er en art i delfinfamilien der findes overalt i de tropiske have. Det er muligvis en af de almindeligste delfiner trods at millioner af dyr blev dræbt ved bifangst i tunfiskeriet fra slutningen af 1950'erne til 1980'erne i det østlige Stillehav, men mere delfinvenlige fangstmetoder har siden afhjulpet problemet. 

## Taksonomi
Arten blev videnskabeligt beskrevet af John Gray i 1846. Grays første beskrivelse inkluderede atlantisk plettet delfin, der nu betragtes som en særskilt art. Stenella og attenuata kommer fra latin og betyder henholdsvis 'smal' og 'tilspidset', hvilket hentyder til det lange tynde næb.
Der anerkendes i øjeblikket to underarter:
- S. a. attenuata, den mest udbredte kystfjerne form
- S. a. graffmani, kystnær form fundet ud for kysten fra Mexico til Peru.

## Beskrivelse
Pantropisk plettet delfin varierer betydeligt i størrelse og farver. Den største forskel er mellem de kystnære og kystfjerne former. Den kystnære form er større og mere plettet.
Pletterne findes kun hos de voksne dyr, mens de unge dyr generelt er ensfarvede og kan forveksles med øresvinet. Hos populationer omkring Hawaii og i den Mexicanske Golf kan pletterne være så blege, at dyrene synes uplettede. I dele af Atlanterhavet er det muligt at forveksle den med atlantisk plettet delfin, fordi deres udbredelsesområder overlapper hinanden.
Delfinen har et langt, tyndt næb. Overkæben er mørkfarvet, munden har hvide "læber" og fra underkæben til lufferne går et mørkt bånd. Bugen er bleggrå med mørke pletter. Rygkappen er mørkegrå med lyse pletter og langs siden findes et mellemgråt bælte med mørke pletter. Den høje rygfinne med konkav bagkant er ligeledes mørkegrå. Den tykke halerod matcher farven i det mellemgrå bånd.
Pantropisk plettet delfin springer ofte helt ud af vandet, hvor den synes at blive hængende en stund inden den falder ned igen med et plask.
I det østlige Stillehav ses delfinen ofte sammen med gulfinnet tun (Thunnus albacares), heraf problemet med bifangst på grund af tunfiskeri. Delfinen æder ikke denne fiskeart. Faktisk lever de to arter begge af samme fødeemne, nemlig mindre fisk. I andre områder kan arten også leve af blæksprutter og skaldyr.
Længden ved fødslen er 80-90 cm. Voksne er 1,7 til 2,4 m lange og vejer 90 til 115 kg.

## Udbredelse
Pantropisk plettet delfin kan, som dens navn antyder, findes på tværs af alle tropiske og subtropiske have på jorden. Groft sagt i alle have mellem 40° N og 40° S. Den totale population anslås til at være over 3 millioner; den næstmest udbredte tandhval efter øresvinet. Der findes to millioner i det østlige Stillehav alene. Dette er dog en betydelig nedgang fra de mindst 7 millioner, der var at finde i 1950'erne.[kilde mangler]
Den er især almindelig i områder hvor overfladevandets temperatur er over 25 °C og dybden er mindre end 50 meter, men med hurtigt aftagende temperatur mod bunden.

## Menneskelig påvirkning
Den pantropiske plettede delfins tendens til at svømme sammen med gulfinnet tunfisk, især i det østlige Stillehav, har i årtier været en trussel mod arten. I 1960'erne og 1970'erne fangede fiskere tusinder af delfiner ad gangen med deres net. Delfinerne enten druknede eller blev dræbt som uønsket bifangst. I en periode over 25 år blev over 75% af denne regions bestand og over halvdelen af verdens bestand udslettet. Emnet har haft bred offentlig interesse. Mange supermarkedskæder har fundet det økonomisk fordelagtigt at bruge tunleverandører, som fanger tunfisk på en mere skånsom måde og som derfor reklamerer med, at deres produkter er "delfinvenlige".